# 1443 Ruppina
Ruppina (asteróide 1443) é um asteróide da cintura principal, a 2,7663373 UA. Possui uma excentricidade de 0,0584878 e um período orbital de 1 839,54 dias (5,04 anos).
Ruppina tem uma velocidade orbital média de 17,37613382 km/s e uma inclinação de 1,9275º.
Esse asteróide foi descoberto em 29 de Dezembro de 1937 por Karl Reinmuth.